# Claudio Techera
Claudio Techera (Durazno, Uruguay, 11 de abril de 1964) es un entrenador uruguayo. Su último club fue Los Caimanes de la Segunda División de Perú.
Dirigió al Juan Aurich de Perú en el Torneo Apertura 2008 En el Torneo Clausura 2008 dirigió al FBC Melgar; sin embargo, en el 2009, presentaría su renuncia Techera fue el coordinador de mayores y menores de la Universidad San Martín de Perú, donde el director técnico es su compatriota Aníbal Ruiz.En el clausura 2011 entrenó al Fútbol Club Melgar y en el año 2012 a Sport Boys del Callao. Estando mucho tiempo inactivo en el 2014 fue contratado por Los Caimanes de la Primera División de Perú en reemplazo de Teddy Cardama, que dejó al club en la última posición.

## Clubs

### Como entrenador
| Club                | País        | Año         |
| ------------------- | ----------- | ----------- |
| Rubio Ñu            | Paraguay    | 2003        |
| Universal           | Paraguay    | 2004        |
| CD FAS              | El Salvador | 2005        |
| Fernando de la Mora | Paraguay    | 2006        |
| Juan Aurich         | Perú        | 2008        |
| FBC Melgar          | Perú        | 2008 - 2009 |
| FBC Melgar          | Perú        | 2011        |
| Sport Boys          | Perú        | 2012        |
| Los Caimanes        | Perú        | 2014 - 2015 |

### Como coordinador
| Club                   | País | Año  |
| ---------------------- | ---- | ---- |
| Universidad San Martín | Perú | 2010 |

- Datos: Q5772143